# Бежецкий верх
Бе́жецкий верх — возвышенность (Бежецкий ряд), расположенная на востоке Тверской области в бассейне Волги.
В XII—XVI веках так называлась часть территории Новгородской земли в верховьях реки Мологи.

## Описание возвышенности
Возвышенность вытянута с юго-запада на северо-восток примерно на 100 километров и имеет форму дуги с изгибом на юго-восток. Охватывает территории Бежецкого, Кесовогорского, Краснохолмского, Рамешковского и Сонковского районов Тверской области.
На возвышенности находятся истоки рек — притоков Волги первого, второго и третьего порядка (Кашинка, Корожечна, Могоча, Молога, Сить, левые притоки Медведицы).
Возвышенность — звено великой моренной гряды, образовавшейся на месте последнего стояния скандинавского ледника и идущей широкою полосою с юго-запада от Вислы на северо-восток в направлении до Урала. Бежецкий верх завален крупными камнями и валунами, а также прикрыт ледниковыми глинами и песками.

## История
Бежецкий Верх впервые упоминается как город в Новгородской первой летописи в 1196 году. В 1244 году в Новгородской земле упоминается город Бежичи, отождествляемый специалистами с д. Бежицы в 20 километрах к северо-западу от современного города Бежецка. В XIV—XVI веках Бежецкий Верх может упоминаться или как центральная часть Бежецкой пятины Новгородской земли, или как вся Бежецкая пятина целиком, или как её юго-восточная часть с центром в Городецке (Бежецк).
В XIII веке особый судебно-податной округ, куда входит Городецк, Городец, Змень (Узмень), Езьск (Еськи), Рыбаньск. В XIII—XV веках становится объектом борьбы между Новгородом, Тверью и Москвой. В 1272 г. в результате набега тверского князя Святослава Ярославича Бежичи были разгромлены и превращены в груду развалин.
В XV веке западная часть вошла в состав Бежецкой пятины, а восточная стала удельным княжеством с центром в Городецке (современный Бежецк, в XVIII веке часто прямо именовавшийся «город Бежецкий Верх»), в конце XV века присоединена к Московскому государству. В период Смутного времени город был оккупирован шведами. Освобождён русским войском.